# Samsung Galaxy S Duos

Логотип Samsung Galaxy S Duos

Samsung Galaxy S Duos, также известный как GT-S7562, представляет собой смартфон с двумя SIM-картами, разработанный и продаваемый Samsung Electronics. В отличие от других моделей Samsung с двумя SIM-картами, этот телефон является частью высококлассной серии «S», поэтому он продается как часть семейства «Galaxy S».
Телефон также поставляется с Android 4.0.4 Ice Cream Sandwich, а также фирменным интерфейсом Samsung Touchwiz.
В отличие от моделей начального уровня с двумя SIM-картами от Samsung, Galaxy S Duos постоянно активен на обеих SIM-картах, поэтому он готов принимать звонки на любую SIM-карту, когда вызов еще не начался. При желании он может принимать два вызова одновременно, но для этого требуется настроить переадресацию при занятости на каждом номере и зависит от наличия у оператора связи и может повлечь за собой дополнительную плату. Ограничение Galaxy S Duos заключается в том, что одновременно в UMTS (и, следовательно, в данных) может быть активна только одна SIM-карта, поэтому она может не подходить для определенных комбинаций сетей.

## Варианты

### Китай
China Unicom предлагает Galaxy S Duos как GT-S7562i, который по сути является тем же телефоном, что и международная версия, и вариант под названием GT-S7562C, в котором отсутствует датчик приближения.

## Функции
- HSDPA 7.2 (900/2100 МГц).
- Четырехдиапазонный (850/900/1800/1900 МГц)
- Android 4.0 Ice Cream Sandwich.
- ЖК-дисплей WVGA TFT с диагональю 100,8 мм (4,0 дюйма).
- 5MP AF со вспышкой + VGA.
- 1 ГГц один процессор
- Умный замок для безопасности.
- Наушники с разъемом 3,5 мм.
- TouchWiz для Android
- GPS/ГЕО-тегирование

## Смотрите также
- Samsung Galaxy S (серия смартфонов)